# 1098

## Události
- 21. března – založen klášter Citeaux, budoucí centrum Cisterciáckého řádu
- 28. června – konec obléhaní Antiochie

## Narození
- 16. září – Hildegarda z Bingenu, německá mystička, přírodovědkyně, lékařka, hudební skladatelka, spisovatelka († 17. září 1179)
- ? – Pons z Tripolisu, tripolský hrabě († 1137)

## Úmrtí
- ? – Balduin II. Henegavský, henegavský hrabě (* 1056)

## Hlava státu
- České knížectví – Břetislav II.
- Svatá říše římská – Jindřich IV.
- Papež – Urban II.
- Anglické království – Vilém II. Ryšavý
- Francouzské království – Filip I.
- Polské knížectví – Vladislav I. Herman
- Uherské království – Koloman
- Byzantská říše – Alexios I. Komnenos